# .al
.al — национальный домен верхнего уровня для Албании. Домен администрируется Министерством Электронной и Почтовой Связи Албании (Electronic and Postal Communications Authority of Albania).

## Регистрации второго уровня
В прошлом регистрации доменов второго уровня не были разрешены, но несколько зарегистрированных имён уже существовало; uniti.al, tirana.al, soros.al, upt.al и inima.al.

## Регистрации третьего уровня
Регистрации третьего уровня в поддоменах второго уровня согласно типу организации, но сейчас большинство сайтов существует просто в зоне .al. В настоящее время существуют:
- .com.al для предприятий и коммерческих организаций;
- .edu.al для академических учреждений;
- .gov.al для правительственных учреждений;
- .mil.al для военных учреждений;
- .net.al для организаций, связанных с сетью;
- .org.al для неправительственных организаций.